# Anomalicornia
Anomalicornia is een geslacht van vliesvleugeligen uit de familie Encyrtidae. De wetenschappelijke naam van dit geslacht is voor het eerst geldig gepubliceerd in 1921 door Mercet.

## Soorten
Het geslacht Anomalicornia is monotypisch en omvat slechts de volgende soort:
- Anomalicornia tenuicornis Mercet, 1921